# Lénine en Pologne
Pour plus de détails, voir Fiche technique et Distribution.
Lénine en Pologne (en russe : Ленин в Польше, Lenin v Polché) est un film russo-polonais réalisé par Sergueï Ioutkevitch, sorti en 1966.

## Fiche technique
- Titre : Lénine en Pologne
- Titre original : Ленин в Польше, Lenin v Polché
- Réalisation : Serguei Ioutkevitch
- Scénario : Evgueni Gabrilovitch et Sergueï Ioutkevitch
- Musique : Adam Walacinski
- Photographie : Jan Laskowski
- Costumes : Lech Zahorski
- Pays d'origine : Russie
- Format : Noir et blanc - Mono
- Genre : Drame
- Durée : 98 minutes
- Date de sortie : 1966

## Distribution
- Maxime Schtrauch : Vladimir Ilitch Lénine
- Anna Lisianskaïa : Nadejda Kroupskaïa, la femme de Lénine
- Antonina Pavlytcheva : La mère de Kroupskaïa
- Ilona Kousmierska : Ulka
- Edmund Fetting : Honecki
- Krzysztof Kalczynski : Andrzej

## Récompenses
- Prix de la mise en scène au Festival de Cannes 1966